# Juan Pablo Zaramella

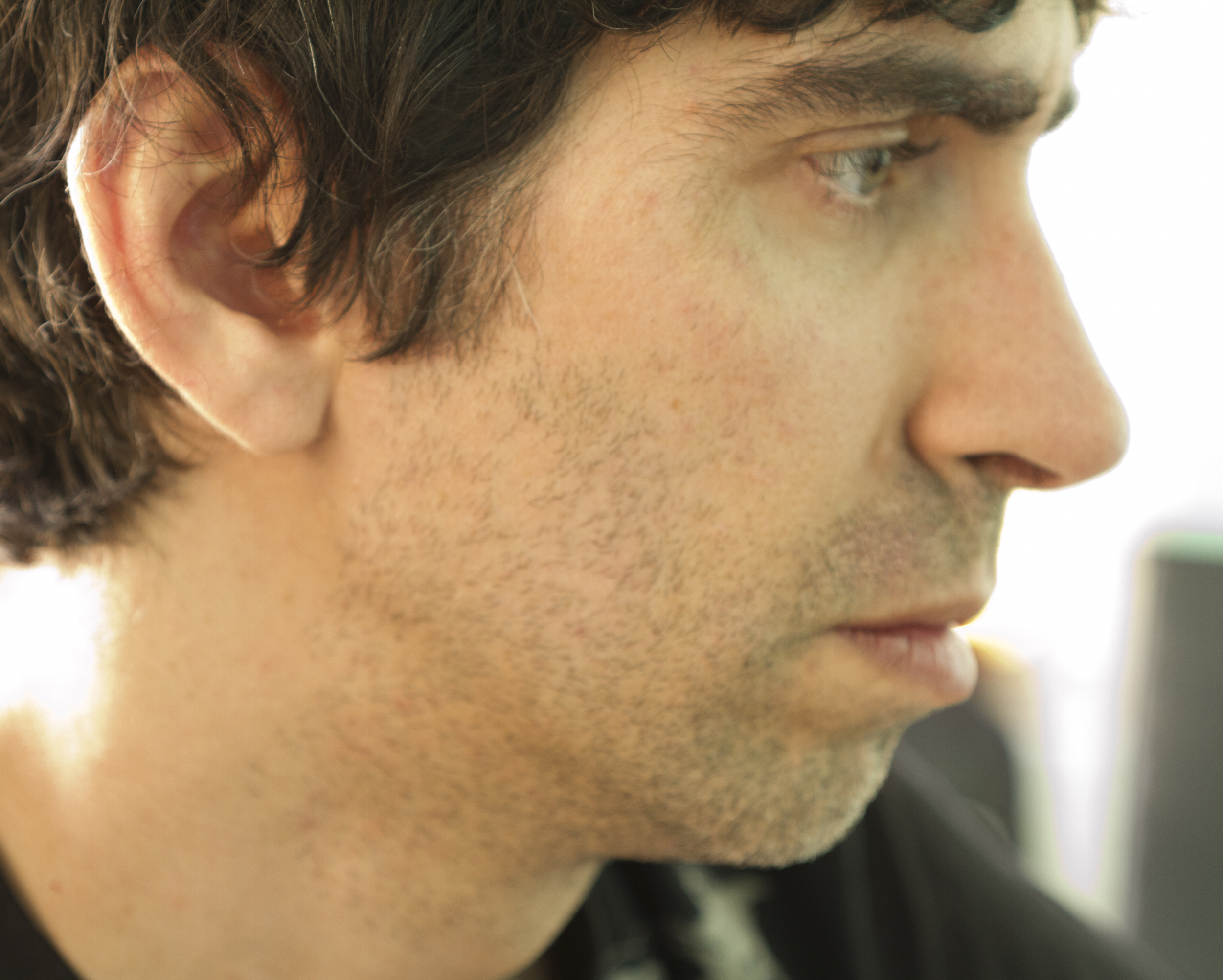
J.P.Zaramella

Juan Pablo Zaramella (Buenos Aires, 7 de abril de 1972) es un animador independiente argentino.

## Biografía
Juan Pablo Zaramella comienza a dibujar a la temprana edad de 3 años, iniciando su formación en el campo del dibujo a los 8 años. A los 17 años, en 1989, publica sus primeros trabajos de humor gráfico en el suplemento de humor del diario El Cronista Comercial, gracias al aval de su maestro Carlos Garaycochea, un reconocido humorista argentino.
Con 24 años, egresa del Instituto de Arte Cinematográfico de Avellaneda (IDAC) como Director de Cine Animado. A partir del año 2000 comienza su carrera profesional haciendo cortos que escribe, dirige y anima. Estos primeros trabajos empiezan rápidamente a circular por festivales internacionales: Tanto su primer corto "El Desafío a la Muerte" como su segundo "El Guante" son seleccionados por el Festival Internacional de Animación de Annecy 2002, en Competencia Oficial y Panorama, respectivamente. 
En paralelo, realiza ilustraciones e infografías, como parte del equipo de diseño del diario Clarín (entre 2000 y 2005), obteniendo numerosos premios de la Society of News Design (SND) y Malofiej (España).
Todos sus cortos independientes fueron premiados y recorrieron el mundo. En Argentina, sus películas han obtenido por dos años consecutivos el premio al Mejor Corto del Año que otorga el Instituto Nacional de Cine y Artes Audiovisuales (INCAA), y en tres oportunidades obtuvo el Cóndor de Plata al Mejor Cortometraje (2004, 2005 y 2012) otorgado por la Asociación de Cronistas Cinematográficos de Argentina.
En 2010, el Festival Internacional de Animación de Annecy (Francia) presentó una retrospectiva con su obra, con dos funciones a sala llena. Ese mismo año es convocado como jurado del festival, junto al animador Nick Park (Wallace & Gromit) y el ilustrador Peter DeSéve (diseñador de personajes de Ice Age).
Su cortometraje Luminaris ha ganado 324 premios en todo el mundo, obteniendo en 2018 el récord Guinness al corto más premiado en la historia. Entre estos galardones destacan el premio del público y el de la crítica en Annecy 2011, más una preselección en el shortlist del Oscar al Mejor Corto Animado en 2012.
En 2016 presenta su corto "ONIÓN", un corto híbrido entre acción en vivo alternadas con diferentes técnicas de animación.
También en 2016 dirige los 53 episodios de su serie "El Hombre Más Chiquito del Mundo", una coproducción entre Francia y Argentina.que consiste en 52 episodios de 1 minuto cada uno. La serie es una producción de Les Films de L'Arlequin, en coproducción con Can Can Club (Argentina) y JPL Films (Francia), y se estrena en 2017 en France Televisions y Paka Paka (Argentina).
En 2017 produce "Así Son las Cosas", una serie de cortos de humor, hecha en stop motion con objetos, donde las cosas inanimadas parecen vivir en un mundo paralelo, en el que toman el lugar de las personas.
En 2022 se estrena el corto "Pasajero", animado con personajes planos de papel recortado dentro de una escenografía con volumen. El corto trata sobre la comunicación entre las personas, la subjetividad, los códigos sociales y sobre como los procesamos. El estreno fue en el festival Animafest de Zagreb, y también cerró el festival de Annecy en 2022. En diciembre de ese mismo año entró en la shortlist de los Oscars gracias al Gran Premio en el festival Chilemonos.

## Filmografía
CORTOS:
- El desafío a la muerte (2001)
- El guante (2001)
- Viaje a Marte (2004)
- Lapsus (2007)
- En la ópera (2010)
- HotCorn! (2011)
- Luminaris (2011)
- Onión (2016)
- El hombre mas chiquito del mundo (2016)
- Así son las cosas" (2017)
- Heroes" (2018)
- Pasajero" (2022)

Encargos:
- Día de Reyes (2001)
- El espejo tiene 1000 caras (2001)
- Sexteens (2006)
- Y Paf! (2020)